# Pont dels Catalans
El pont dels Catalans és un pont de Tolosa de Llenguadoc que travessa la Garona. Es tracta d'un pont d'arcs de pedra i formigó armat inaugurat l'any 1908, obra de l'enginyer Paul Séjourné. S'anomenava inicialment pont dels Amidonniers, pel nom del barri que connecta, però finalment va prendre el nom actual per a recordar l'amistat que unia les ciutats de Tolosa i Barcelona des de la visita del seu alcalde Domènec Sanllehy el 4 de juny de 1907.

Es tracta d'un pont format per una calçada envoltada a banda i banda per una vorera i un carril bici. Fa 257 m de llarg, 22 m d'amplada i 45 m d'alçada.

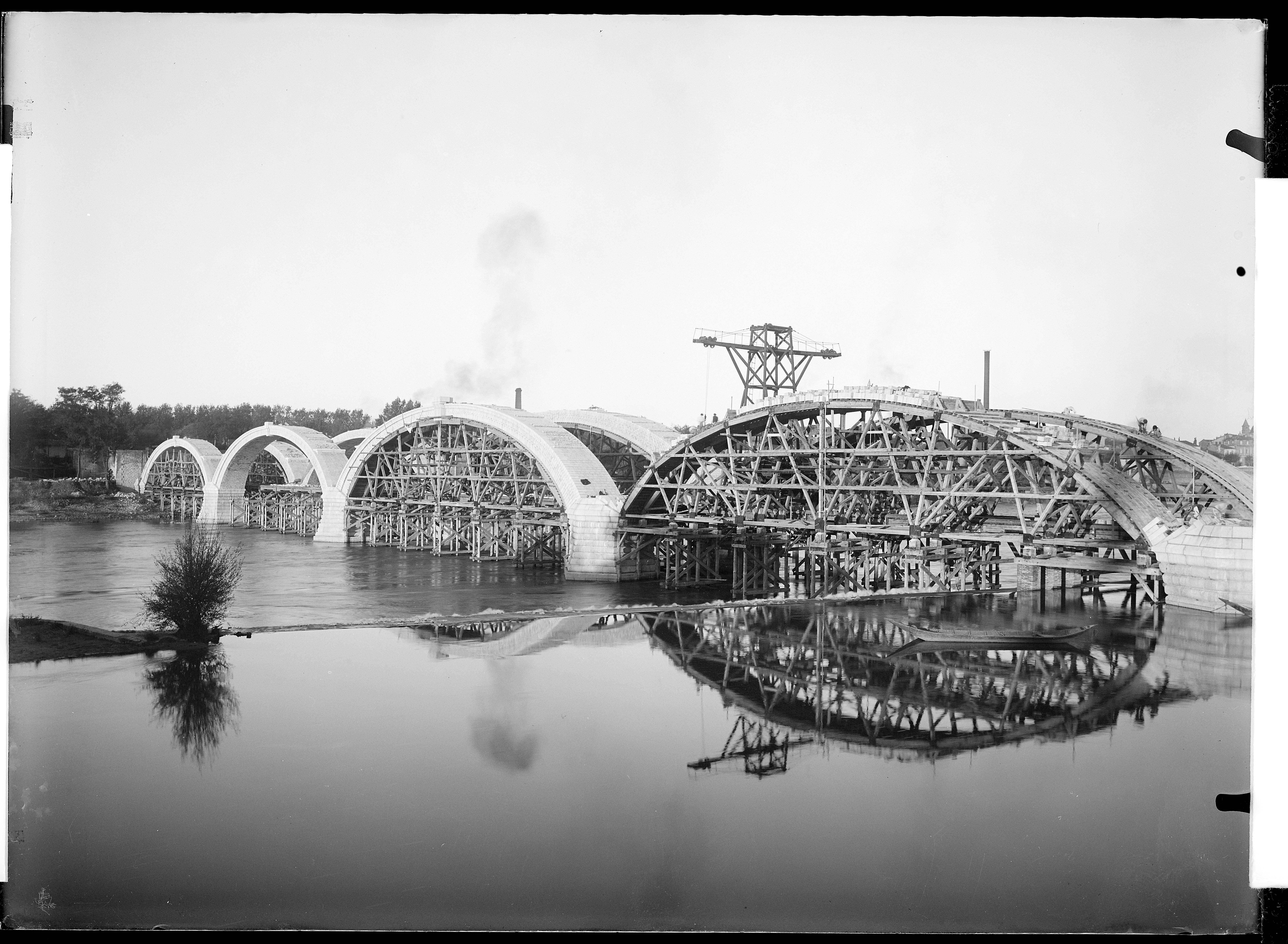
Fotografia de la construcció del pont d'Eugène Trutat conservada al Museu de Tolosa

Paul Séjourné es va inspirar en el disseny del pont Adolphe de la Ciutat de Luxemburg. La construcció de dos arcs paral·lels li va permetre reduir l'amplada a 3,25 m i els va separar 10 m entre ells. Aquesta solució va permetre suportar una coberta de 22 m d'amplada, de formigó armat, sobre dues voltes de maçoneria juntes fent una amplada de 6,50 m.
Les dues voltes es van construir simultàniament, començant pel marge dret.